# 留萌市立北光中学校
留萌市立北光中学校（るもいしりつほっこうちゅうがっこう）は、北海道留萌市北部の旧市街地にあった公立（市立）の中学校である。
市内最古の繁華街が有った元町を校区に含んで、木材輸入などの貿易関係者や、石油会社、貿易商社、造船会社、南洋材の製材会社、水産加工業者、港湾労働者、元町商店街、飲食街などの子女が多く在籍していたが、貿易業の衰退と共に、元町繁華街も廃れて、生徒数が急減した。
1962年の開校時の生徒数は519人、閉校時は13人。

## 沿革
- 1962年（昭和37年）4月1日 - 開校
- 1973年、本校野球部が最初で最後となる全道大会出場で準優勝
- 1991年(平成3年)男子バレーボール部全道大会初出場
- 1993年、男子バレーボール部全道大会出場
- 1994年、男子バレーボール部全道大会で初のベスト8入り
- 1995年、男子バレーボール部全道大会で二年連続のベスト8入り
- 2007年、本校スキー部から初の全国大会出場(大回転、回転)
- 2008年、本校スキー部から初の全国大会入賞(回転8位)
- 2018年（平成30年）3月31日 - 閉校[2]

## クラブ活動
- 野球部
- 卓球部
- 女子バレー部
- 理科部
- 吹奏楽部
- 応援部

## 所在地
〒077-0037 北海道留萌市春日町1丁目1番地

## 周辺
- 天塩鉄道春日町駅（開校時）